# Palau de Monserrate
El Palau de Monserrate és un palau que es troba dins el Parc de Monserrate, a Sâo Martinho, Sintra, districte de Lisboa, Portugal.

## Història
Hi hagué en aquests terrenys una capella, anterior a la conquista de Sintra per Alfons I, i que marcaria la sepultura d'un cristià mossàrab que va morir combatent un ric àrab que dominava la zona. El 1540 el clergue Gaspar Negre manà edificar una capella dedicada a Nossa Senhora de Monserrate; llavors l'ermita i els terrenys circumdants pertanyien a l'Hospital de Tots els Sants de Lisboa.
El 1601 la propietat és donada a la família Melo i Castro fins al 1718, quan l'adquireix Caetano de Melo i Castro, comanador i virrei de l'Índia. La família residia a Goa i la propietat era mantinguda per masovers, almenys fins al 1755, quan el terratrèmol deixà les cases en ruïnes.
El 1790 Gerad DeVisme (comerciant anglés, soci de l'empresa DeVisme, Purry & Mellish, que aconseguí del marqués de Pombal el monopoli del comerç de la fusta de Brasil) arrenda la quinta a Francisca Xavier Mariana de Faro Melo i Castro, i en construeix el primer palau, en estil neogòtic. Demolí l'ermita del segle xvi, i en construí una altra.
Al 1793 William Beckford lloga la propietat a DeVisme, i fa millores al palau i als jardins.
Al 1856 i després de dècades d'abandó (Beckford deixa Portugal a la fi del s. XVIII) la Quinta de Monserrate sortiria de les mans de la família Melo i Castro, en la persona de José Maria de Castro, que retornaven de Goa i vengueren la quinta i construïren una residència a Lisboa.
El comprador en fou un milionari del tèxtil anglés, Francis Cook, hereu de Cook, Son & Co i marit de l'angloportuguesa Emily Lucas. El palau, el dissenyà James Knowles i els jardins els condicionà el paisatgista William Stockdale, el botànic William Nevill, i James Burt, mestre jardiner, que passaria la resta de la seua vida a Monserrate.
Cook fa de Monserrate la residència d'estiu de la família i l'ompli d'obres d'art de la seua col·lecció (hui dispersa en molts museus).(2)
La família Cook compra 13 finques contigües (quintes de S. Bento, d'Infanta, da Cabeça, da Ponte Redonda, da Bela Vista, de S. Tiago, de Pombal, das Bochechas, da Boiça, Grande i Pequena) i també el Convent dos Capuchos.
En virtut del treball i esforços que Francis Cook havia emprat en la reconstrucció de la finca, així com per la construcció de dues escoles primàries (per als fills del seu personal) a Galamares i Colares, cases i fins un teatre, el rei Lluís I li concedeix el títol de vescomte de Monserrate.
El 1884 li donen el títol de baronet a Anglaterra, i viu Francis Cook fins als 84 anys. Passà àmplies temporades a Sintra.
La propietat pertangué a la família Cook fins al 1947, quan Herbert Cook és obligat a vendre la finca després que la família haja perdut gran part de la fortuna en la primera meitat del s. XX.(1)
Saúl Fradesso de la Silveira de Salazar Moscoso Saragga (1894-1964), comerciant d'antiguitats de Lisboa, compra el palau i el ven el 1949 a l'estat portugués, que compra a més 143 hectàrees de Tapada de Monserrate. La serra de Sintra, on es troba el palau, és classificada Paisatge Cultural - Patrimoni de la Humanitat per la UNESCO el 1995 i el 2010 comencen les obres de recuperació del Palau de Monserrate, ara obert al públic.

## Palau
L'edifici construït per Gerad DeVisme era allargat i rematat per dues torres cilíndriques i cobertes amb teulades còniques (aquesta estructura s'ha mantingut fins hui). Era un castell neogòtic que va ser alterat per Beckford, i fou escenari de nombroses festes. Arriba a ser el centre d'una elit d'intel·lectuals que Beckford aplegava. Un dels més celebrats n'és George Byron, poeta angloescocés capdavanter del moviment romàntic, que al 1809 es refereix a Monserrate en la seua obra "Childe Harold's Pilgrimage".
Al voltant del 1840 l'edifici estava abandonat; se n'havien furtat algunes cobertes de plom i alguns dels sostres havien caigut.
El 1858 el nou propietari Francis Cook contracta l'arquitecte James Knowles per dissenyar un nou palau aprofitant-ne els fonaments i alguns murs (alguns amb més de cent anys). La construcció, que perdurarà de 1863 a 1865, té un estil orientalista i eclèctic, amb elements gòtics, indians i àrabs. A grans trets presenta una rigorosa simetria, marcada al centre per un conjunt d'elegants columnes sota una arcada neomedieval. Contracten J. Samuel Bennet per treballar amb D. Fernando en la restauració del Convent dels Jerònims.(3)
A l'interior n'hi ha un atri octogonal format per arcs gòtics i columnes de marbre rosa; el menjador, la biblioteca amb prestatges de noguera i una bellíssima porta en alt relleu, la capella, l'atri principal també octogonal i que conté una font de marbre de Carrara d'inspiració classicista. Aquest atri, encimbellat per una cúpula decorada amb fustes i estuc, es troba al centre de la galeria que travessa tot el palau, de la Torre Nord a la Sud.

Galeria
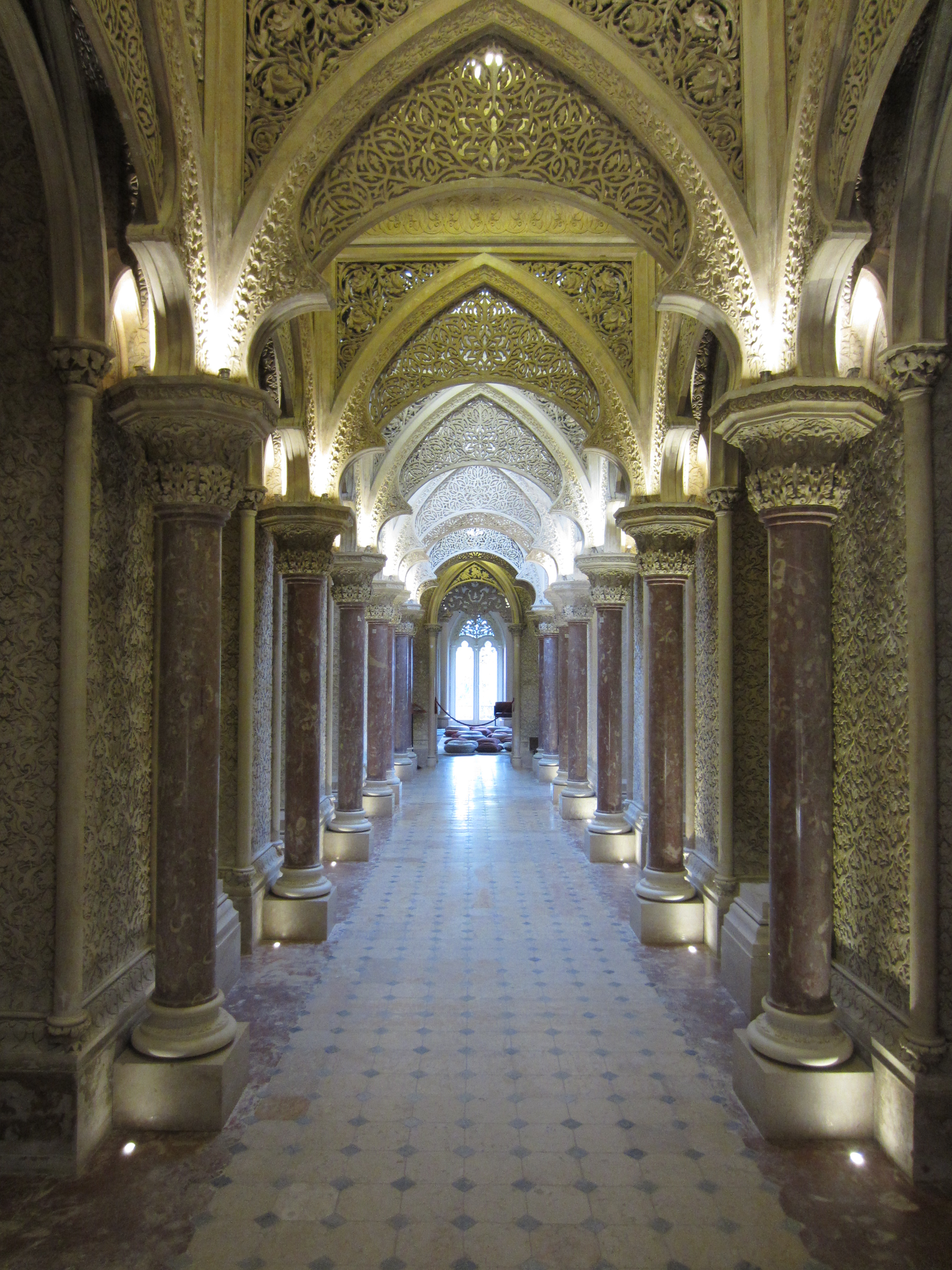
Galeria
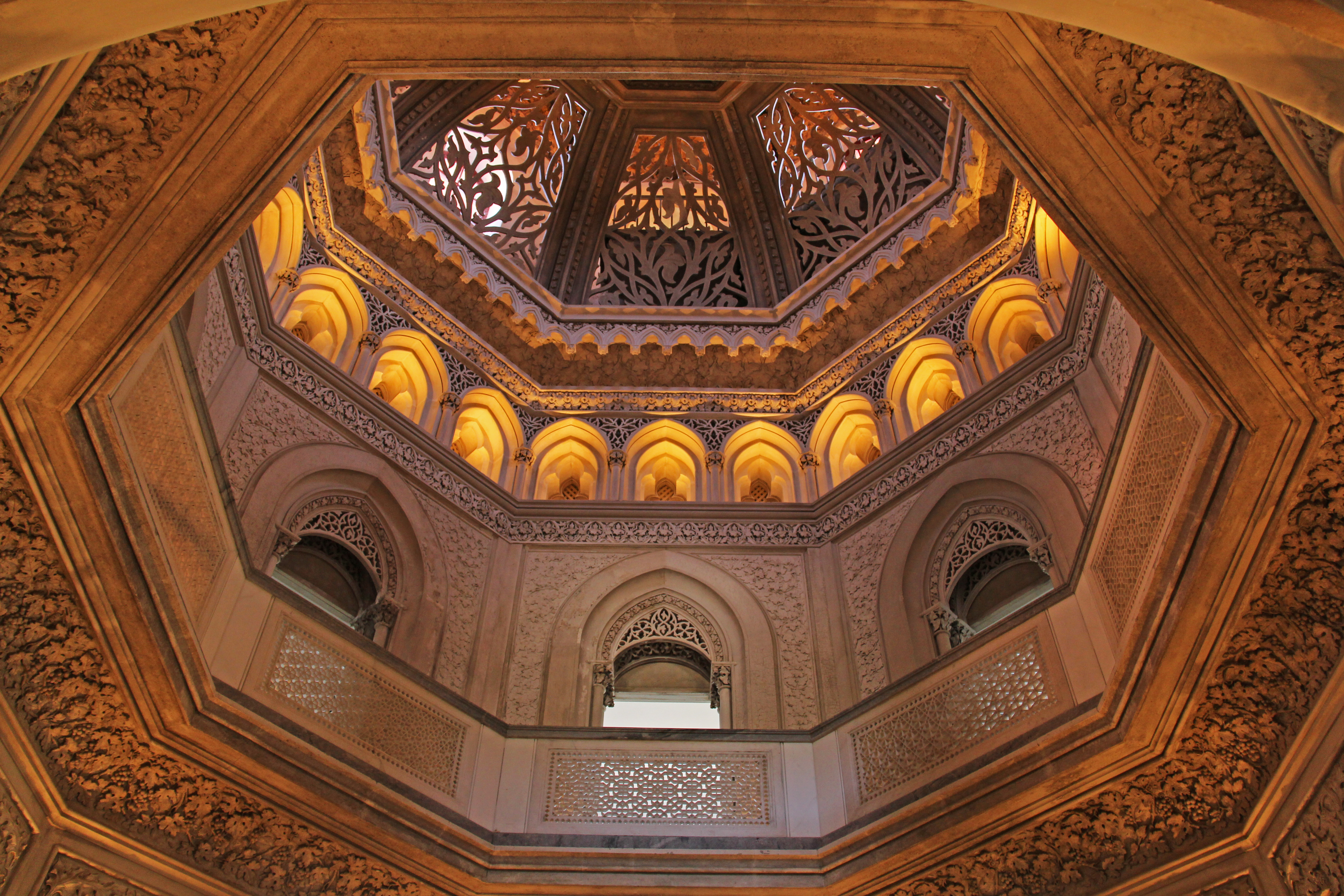
Cúpula de l'atri principal
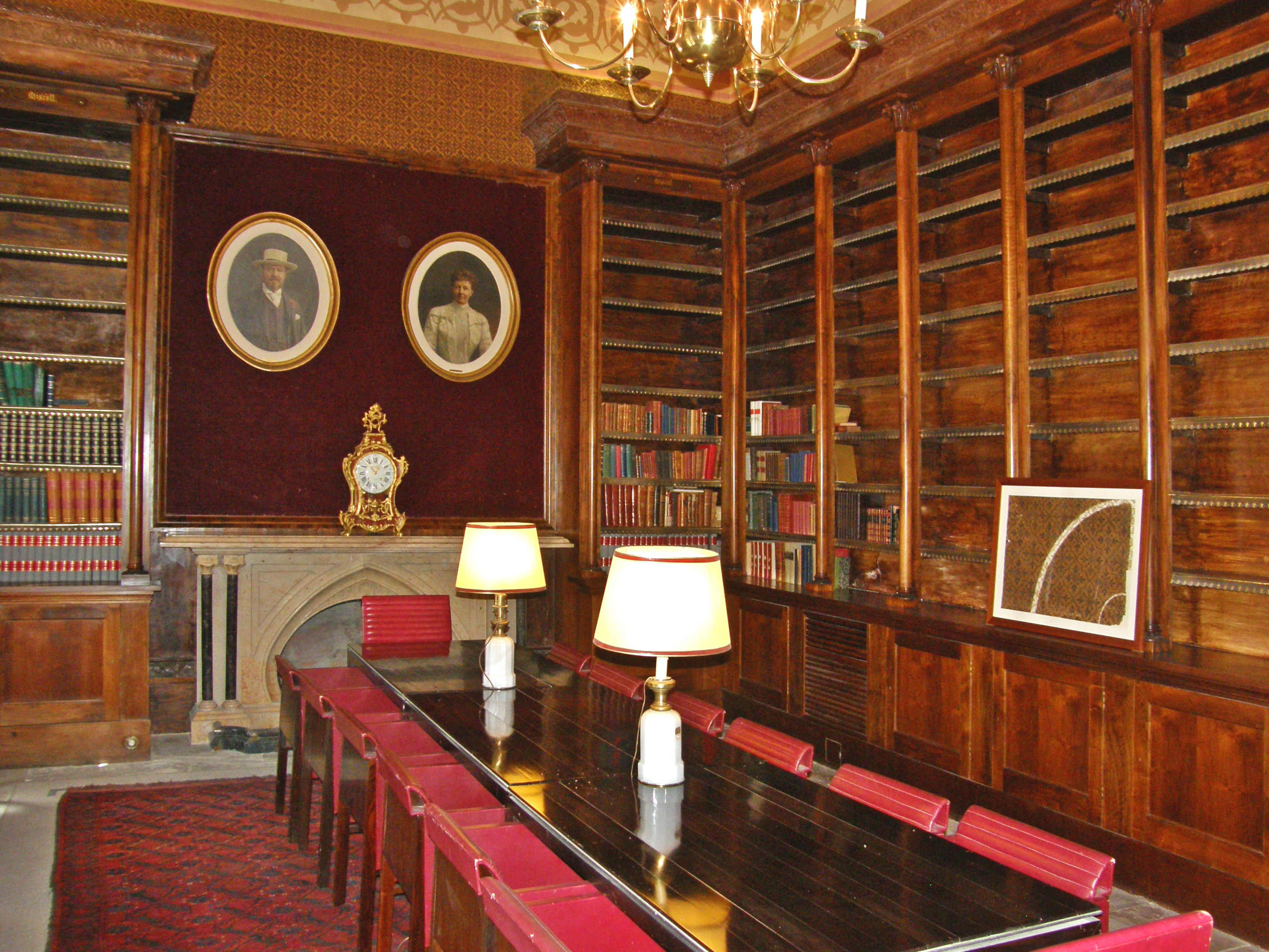
Biblioteca
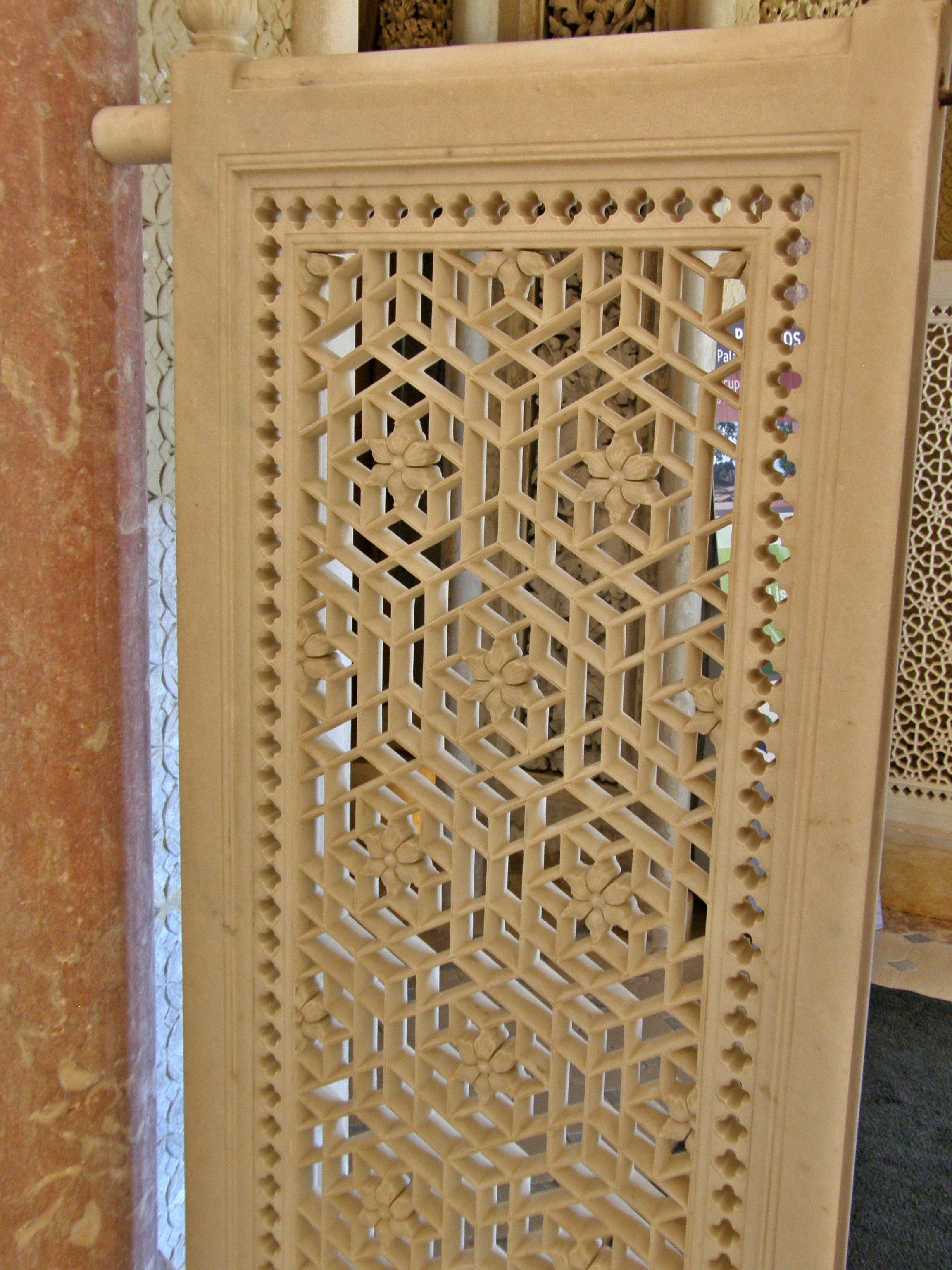
Exemple de biombos d'alabastre

## Parc de Monserrate
El parc s'estén al llarg de 33 hectàrees amb diversos jardins on hi ha una impressionant col·lecció botànica, amb exemplars de tot el món. La construcció se'n feu de 1863 a 1929, amb un projecte atribuït a William Colebrook Stockdale, pintor de paisatges romàntics, tot i que aquest només hi haja treballat al 1863, 1874 i 1875.(3) Al 1885 els jardins del Palau de Monserrate eren referits en un article de The Gardner's Chronicle (de Londres).
En les estructures edificades destaca la falsa ruïna d'una capella, de Francis Cook, inspirada per les incomptables ruïnes de monestirs i abadies del Regne Unit. En l'interior de la ruïna hi havia un sarcòfag etrusc que ara és al Museu Arqueològic de S. Miguel de Odrinhas, a Sintra. Aquest formava part d'un conjunt de tres comprats per Cook a la família Campanari al voltant del 1860.(3)
Un arc ornamental indià, comprat el 1857 per Cook a Charles Canning, governador general de l'Índia, decora el Camí Perfumat, que acaba a l'entrada principal del palau.

Galeria
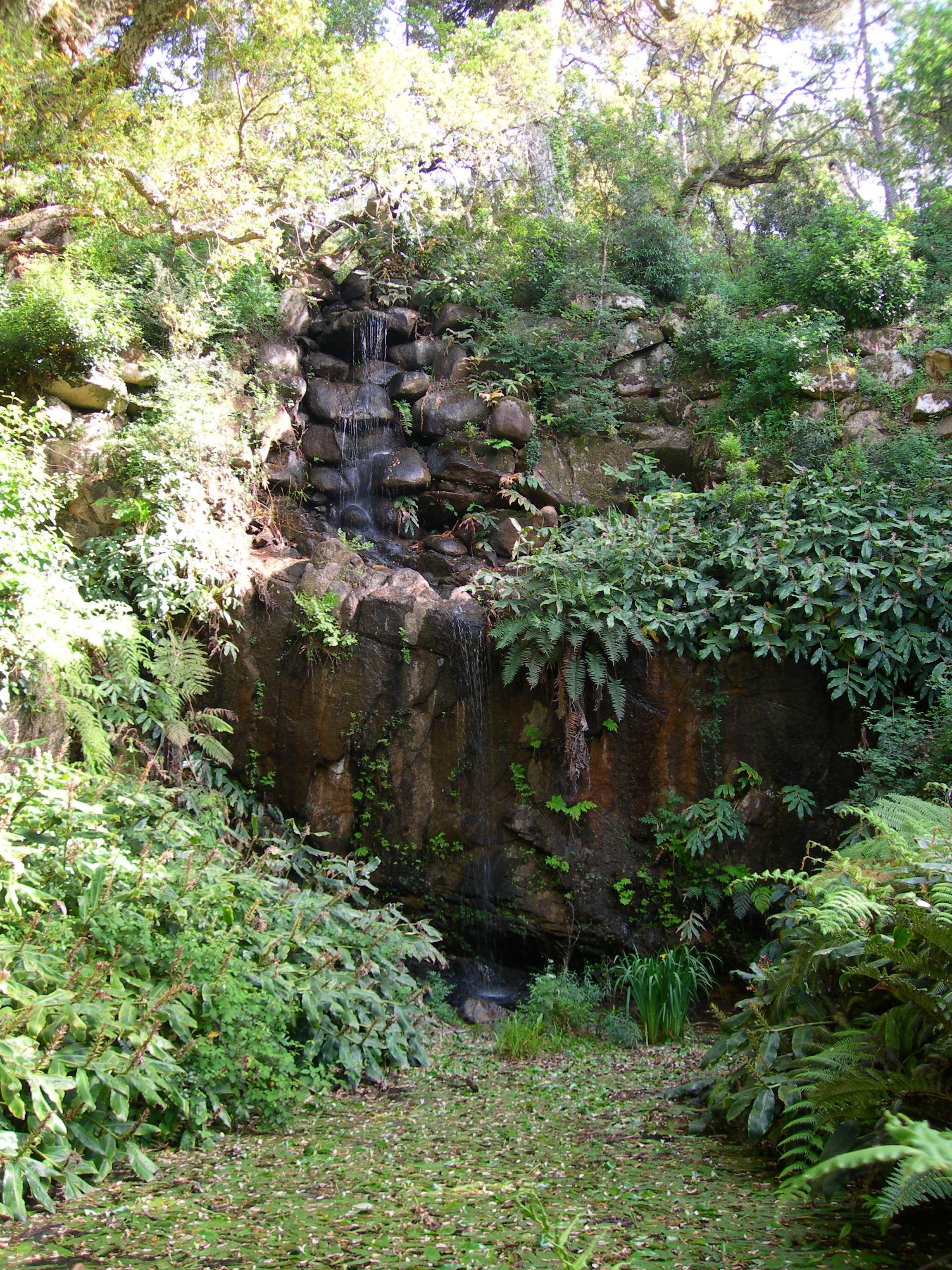
Cascada de Beckford
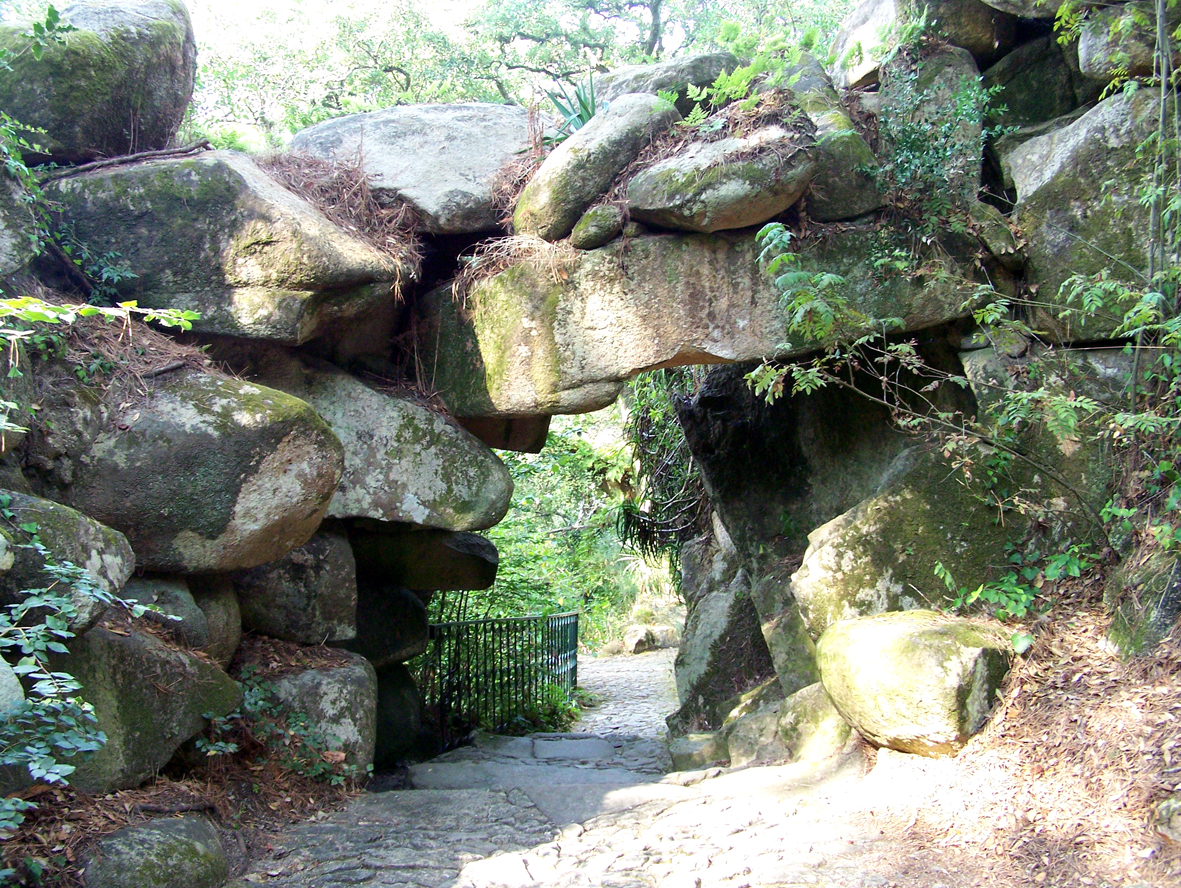
Arc de Vathek
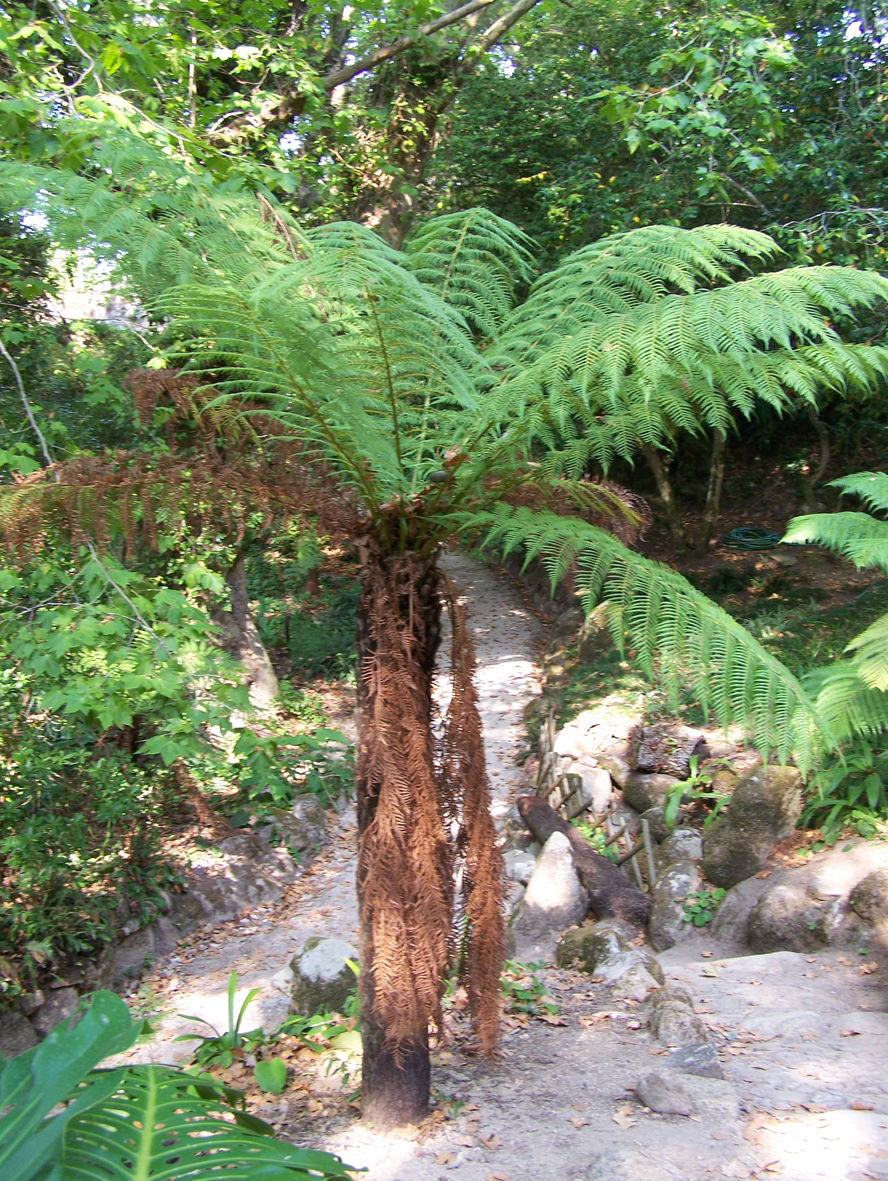
Vall de les Falgueres
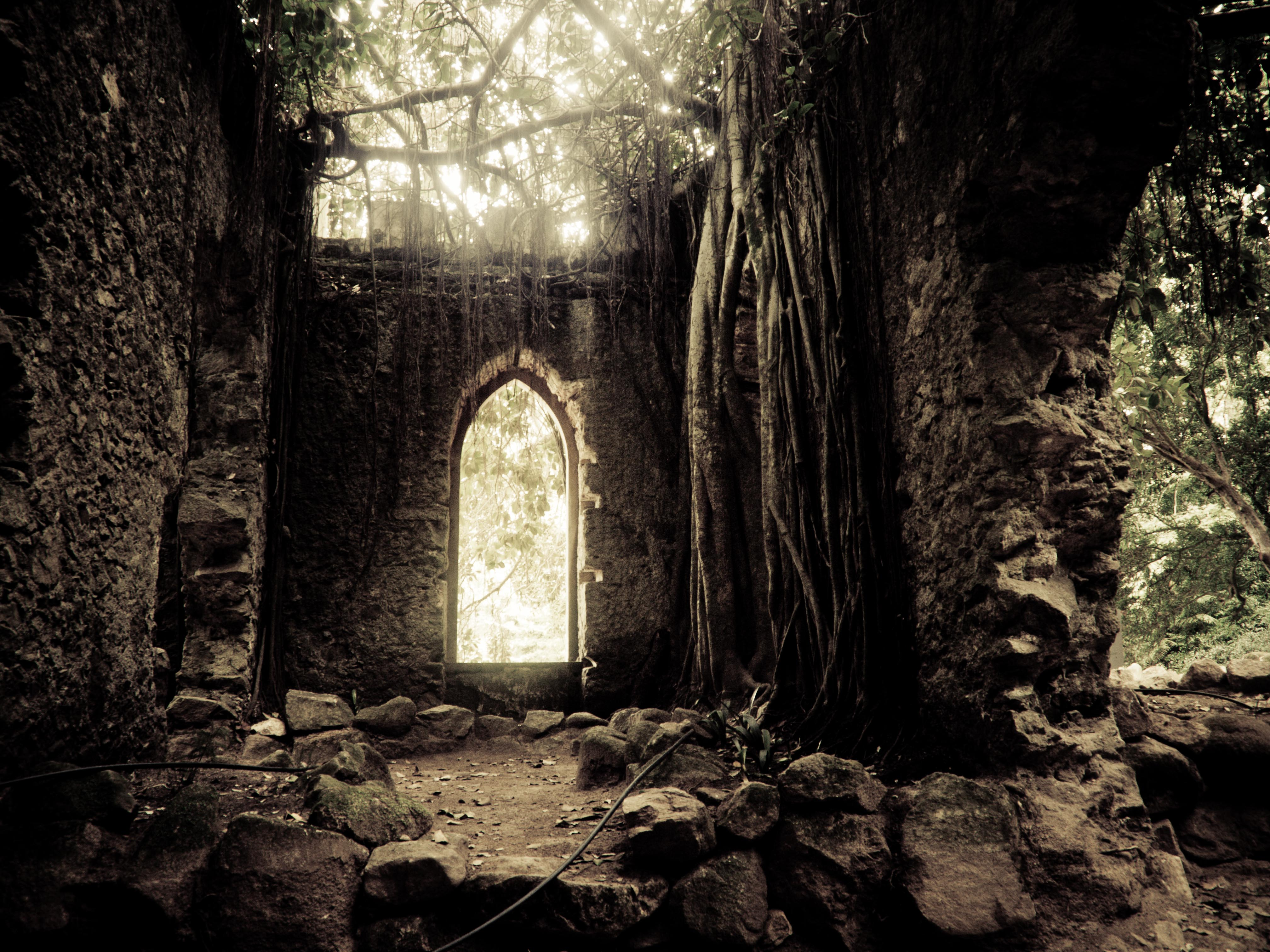
Interior de la falsa ruïna de la Capella